# Wim Roetert
Wim Roetert (Diepenveen, 23 januari 1892 – 29 april 1969) was een Nederlands voetballer. Hij kwam uit voor DVV Go-Ahead, waaruit later Go Ahead Eagles zou ontstaan, en het Nederlands elftal.
Met Go Ahead werd hij in 1922 landskampioen, nadat de beslissende wedstrijd in de kampioenscompetitie tegen Blauw-Wit na verlenging met 1-0 gewonnen werd door een doelpunt van Roetert.
Vreemd was het interlandloopbaantje van Wim Roetert. De rechtsbinnen mocht in 1923 tegen Frankrijk debuteren. Hij was toen al 31 jaar. Oranje schoot danig uit de slof: 8-1 en Roetert had binnen 20 minuten al twee keer gescoord. Vervolgens was hij in het voorjaar van 1924 nog reserve tegen België en Duitsland, maar een tweede interland speelde hij niet meer. De nieuwe rechtsbinnens tot eind 1924 waren – in volgorde van opkomst – Arie Bieshaar (Haarlem), Rat Verlegh (NAC), Gerrit Visser (Stormvogels), Adriaan Koonings (Feyenoord), Ber Groosjohan (VOC), Ok Formenoij (Sparta), Henk Vermetten (HBS) en Wim Volkers (Ajax). Wim Roetert werd in april 1924 geselecteerd voor het Olympisch voetbalelftal voor de Olympische Spelen in Parijs. Hij bedankte echter voor de eer.
Na zijn voetbalcarrière had Wim Roetert vele baantjes. Onder andere ook een rijwielhandel, waar hij behalve fietsen ook radio's verkocht. Ook was hij een periode advertentieverkoper. Tevens trainde hij voetbalclubs. In 1950 presenteerde hij in De Sportkroniek een ambitieus plan ter bevordering van een sterker Nederlands elftal. Hij stelde voor om in alle districten met twee jeugdselecties (16-19 jaar en 19-22 jaar) te gaan werken. De gekozenen moesten worden verplicht dagelijks twee uur met elkaar te gaan trainen. In een reactie werd Roeterts plan weggehoond. Laten we de jeugd in godsnaam niet voetbalgek maken, gelijk de professionele voetbalgeleerden doen. Sport moet ontspanning blijven. Er zijn hogere waarden dan een plaats in het Nederlands elftal .

## Interlands
- 2 april 1923 Nederland - Frankrijk 8 - 1